# Laura Verlinden
 (janvier 2024).
Si vous disposez d'ouvrages ou d'articles de référence ou si vous connaissez des sites web de qualité traitant du thème abordé ici, merci de compléter l'article en donnant les références utiles à sa vérifiabilité et en les liant à la section « Notes et références ».
Laura Verlinden, née le 21 février 1984 à Diest (province de Brabant)[réf. nécessaire] est une actrice belge.

## Biographie

### Formation
Laura Verlinden poursuit ses études à l'institut Lemmens, un établissement d'enseignement pour la musique et le théâtre établi à Louvain.

### Carrière
Laura Verlinden a interprété le rôle d'Aurélie dans le film Le Tout Nouveau Testament de Jaco Van Dormael. Dans le film Happy End de Michael Haneke elle joue le rôle d'Anais. Elle joue le rôle de Sarah dans le film Mort d'une ombre de Tom Van Avermaet.

## Filmographie

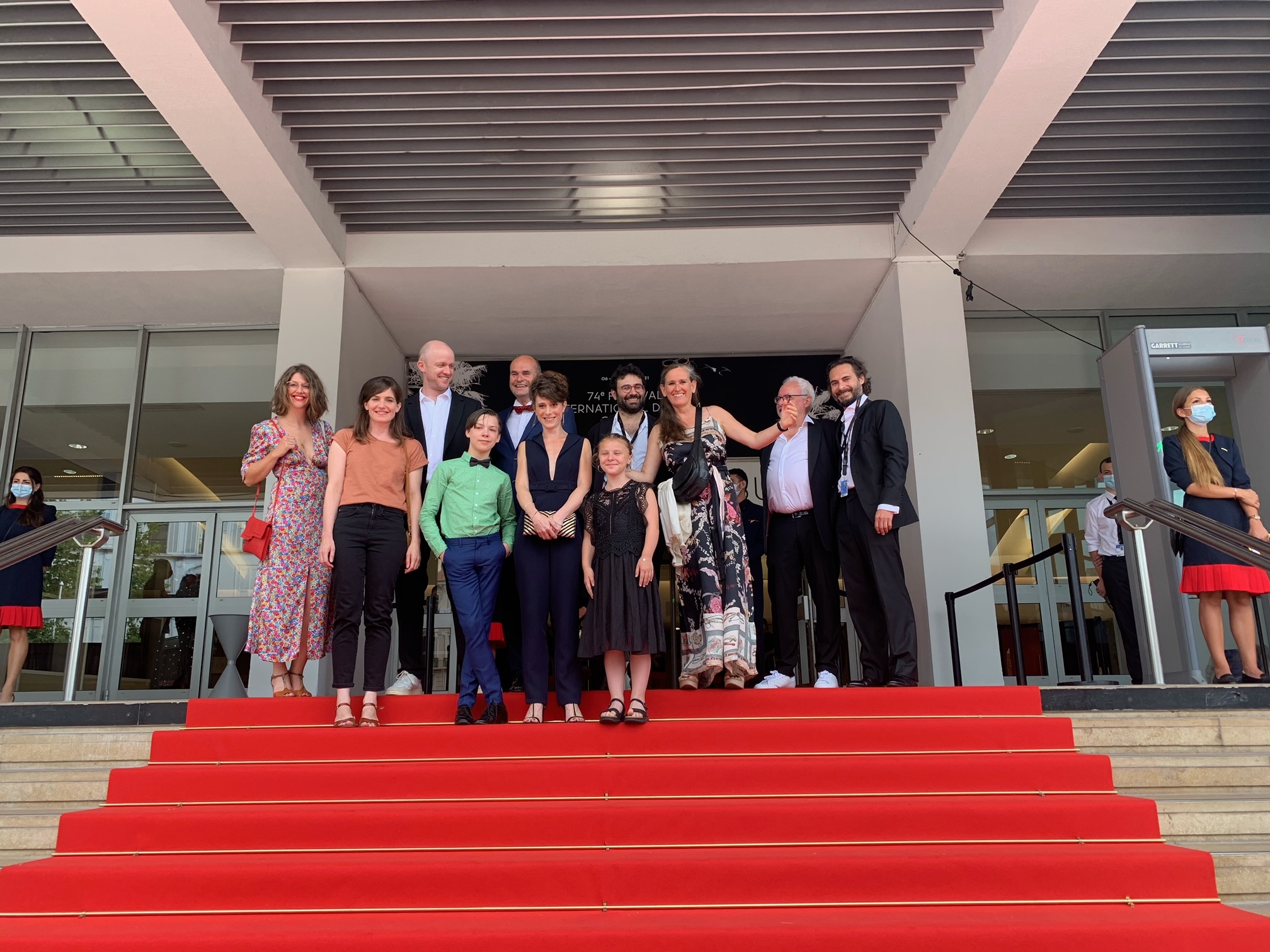
Laura Verlinden (2e à g.) et l'équipe du film Un monde à Cannes (2021).

### Cinéma
- 2007 : Le Dernier Été (De laatste zomer (nl)) de Joost Wijnant : Sandrine
- 2007 : Ben X de Nic Balthazar : Scarlite
- 2008 : Loft d'Erik Van Looy : Sharon
- 2012 : Mort d'une ombre (Dood van een schaduw - Death of a Shadow) de Tom Van Avermaet : Sarah Winters
- 2014 : Image d'Adil El Arbi et Bilall Fallah : Éva
- 2015 : Vanitas d'Oscar Spierenburg : Valérie
- 2015 : Le Tout Nouveau Testament de Jaco Van Dormael : Aurélie
- 2017 : Happy End de Michael Haneke : Anaïs
- 2017 : Storm: Letters van Vuur : Van der Hulst
- 2021 : Un monde de Laura Wandel : Agnes

### Télévision
- 2008 : L'Empereur du goût (De Smaak van De Keyser), de Frank Van Passel et Jan Matthys (série télévisée) : Alessandra Cimino
- 2014 : Rue Royale de Malko Van Den Borre : Ila (court-métrage télévisé)
- 2014 : We Must Be Crazy de Norman Bates : la jeune femme (musique vidéo de Milow télévisée[pas clair])
- 2014 : Les Pencheurs de Jan Boon (court-métrage sur le web)
- 2015 : Vossenstreken : Maike Levi (série télévisée, 1 épisode)
- 2016 : Cordon (série télévisée, six épisodes) : Mira

## Théâtre
- 2004-2005 : Bloetverlies / Ween mij ne rivier
- 2005-2006 : Locked in de Paul Pourveur
- 2005-2006 : Als ik ja zeg, is dat bij wijze van spreken
- 2007 : Over Lea (aussi scénario)
- 2007 : Locked in de Paul Pourveur
- 2010-2011 : Mel Bonis m/v de Liesbet Vereertbrugghen
- 2012-2013 : Who wants to be holy de Marijs Boulogne

## Distinctions
Sauf indication contraire, les informations mentionnées dans cette section peuvent être confirmées par la base de données cinématographiques IMDb,  présente dans la section « Liens externes ».
- Magritte 2022 : meilleure actrice dans un second rôle pour Un monde[2]